# Cometa Borrelly
O Cometa Borrelly, formalmente conhecido por 19P/Borrelly, é um cometa periódico descoberto pelo francês Alphonse Borrelly em 28 de dezembro de 1904 durante uma rotina de procura de cometas em Marselha, França.

## Características do Núcleo
- Dimensão: 8x4x4 km
- Densidade: 0,3 g/cm³
- Massa: 2x1013 kg
- Albedo: 0,03

## História
Este cometa teve sua trajetória alterada pelo campo gravitacional de Júpiter quando passou próximo a este no século XIX[carece de fontes?].

## A Sonda Espacial Deep Space 1
No dia 21 de Setembro de 2001 a sonda espacial Deep Space 1, que foi lançada para testar novas tecnologias no espaço, realizou um sobrevôo no Cometa Borrelly. Ela foi direcionada ao cometa durante um extensão da missão da nave, e representou um bônus aos cientistas da missão. Apesar de falhas no sistema de navegação, que ajudava a determinar a posição dela, a Deep Space 1 conseguiu enviar sua posição à Terra a tempo de obter as melhores imagens e informações científicas sobre um cometa.